# Xavier Becerra
Xavier Becerra (ur. 26 stycznia 1958 w Sacramento) – amerykański polityk i prawnik, członek Izby Reprezentantów (w latach 1993–2017), prokurator generalny Kalifornii (w latach 2017–2021), sekretarz zdrowia i opieki społecznej (w latach 2021–2025).

## Życiorys
Od 1990 roku zasiadał w Zgromadzeniu Stanowym Kalifornii. 3 stycznia 1993 do 3 stycznia 2003 był przedstawicielem 30. okręgu wyborczego, od 3 stycznia 2003 do 3 stycznia 2013 – 31. okręgu wyborczego, a od 3 stycznia 2013 do 24 stycznia 2017 reprezentował 34. okręg wyborczy w Izbie Reprezentantów Stanów Zjednoczonych. Od 24 stycznia 2017 do 18 marca 2021 był prokuratorem generalnym Kalifornii.
7 grudnia 2020 Joe Biden ogłosił jego nominację na stanowisko sekretarza zdrowia i opieki społecznej w swoim gabinecie. 18 marca 2021 Senat Stanów Zjednoczonych zatwierdził jego nominację na to stanowisko. Dzień później (19 marca) został zaprzysiężony i objął tę funkcję.